# Romantically Yours
Romantically Yours è il secondo album postumo del cantante R&B Marvin Gaye pubblicato nel 1985, lo stesso anno dell'uscita del disco precedente.

## Tracce
1. More (Norman Newell, Nino Oliviero, Riz Ortolani) – 2:40
2. Why Did I Choose You (Michael Leonard, Herbert Martin) – 2:36
3. Maria (Leonard Bernstein, Stephen Sondheim) – 3:06
4. The Shadow of Your Smile (Johnny Mandel, Paul Francis Webster) – 3:03
5. Fly Me to the Moon (Bart Howard) – 3:19
6. I Won't Cry Anymore (Al Frisch, Fred Wise) – 2:40
7. Just Like (Gaye) – 4:08
8. Walkin' In the Rain (Gaye) – 2:54
9. I Live for You (Gaye) – 2:40
10. Stranger In My Life (Gaye) – 3:41
11. Happy Go Lucky (Eddie Holland, Norman Whitfield) – 2:35